# Kim Gwan-uk
Kim Gwan-uk (22 de julio de 1990) es un luchador surcoreano de lucha libre. Participó en Campeonato Mundial en 2015 donde logró la 19.ª posición. Ganó una medalla de plata en los Juegos Asiáticos de 2014.  